# Calodema plebeia
Calodema plebeia es una especie de escarabajo del género Calodema, familia Buprestidae. Fue descrita científicamente por Jordan en 1895.
Se distribuye por Australia. La longitud del cuerpo es de 36 milímetros.